# Port de Plan
Le port de Plan ou de Rioumajou, est un col de montagne pédestre des Pyrénées à 2 524 ou 2 527 mètres d'altitude qui relie la vallée du Rioumajou en France à la vallée de Bielsa en Espagne. Il est situé au sud de la commune Saint-Lary-Soulan dans le département des Hautes-Pyrénées, et au nord-est de Bielsa dans la province de Huesca.

## Toponymie
Le mot port signifie en gascon « porte » ou « col », c'est le pendant de puerto en espagnol.

## Géographie
Le port de Plan donne sur la vallée du Rioumajou au nord, et la pointe Suelza côté sud. Il est situé sur la frontière entre la France et l'Espagne et abrite la croix frontière no 327.
Le col est situé entre le tuco de Mommour (2 628 m) à l’est, et le pic d'Ourdissétou (2 597 m) à l’ouest.

## Histoire
Jusqu'au milieu du XXe siècle et la construction de la route du tunnel Aragnouet-Bielsa, le port de Plan a été le col de montagne le plus renommé des Pyrénées centrales et le plus fréquenté par les hommes pour traverser à pied, ou à dos de mulet, la frontière franco-espagnole. Le chemin du port de Plan a été probablement tracé, déjà, à une époque pré-romaine, par les Ibères mais ne fait pas partie des grandes voies romaines qui traversaient les Pyrénées.

## Protection environnementale
Le col fait partie d'une zone naturelle protégée, classée ZNIEFF de type 1 : haute vallée d'Aure en rive droite, de Barroude au col d'Azet.

## Voies d'accès
Côté français, on y accède par le GR 105 qui part de Saint-Lary-Soulan et traverse toute la vallée du Rioumajou (chemin de la vallée d'Aure) jusqu'à l'hospice du Rioumajou pour suivre le sentier le long du ruisseau de Mommour.
Côté espagnol, on y accède via le GR 11 depuis la vallée de Bielsa à l'ouest, ou la vallée de Chistau à l'est.